# Sículos
Los sículos (en latín Siculi, y este del griego Σικελοί [sikeloí]) era uno de los tres principales pueblos (εθνοι) que habitaban Sicilia antes de la llegada de los colonizadores griegos, según la tradicional división étnica de Tucídides (vi:2). .

Según el relato griego, pasaron a Sicilia desde Italia (denominada así por Ítalo, un rey de los sículos) y se establecieron en la parte central y septentrional de la isla, desplazando a los sicanos (sikanoí) hacia la parte meridional y occidental.

Los élimos (griego elymoi) vivían en la parte occidental de la isla.
Los sículos dieron a Sicilia el nombre que se ha mantenido desde la antigüedad, pero sus élites se integraron rápidamente a la cultura griega dominante. La mayor parte de la población, sin embargo, quedó en posición subordinada y poco a poco perdió su identidad, según Diodoro, volviéndose siciliotas.

## Historia
Los sículos hablaban una lengua indoeuropea. Es probable que los sicanos y los élimos hablaran lenguas no indoeuropeas, aunque no es seguro, en particular, respecto al élimo, que algunos han relacionado con el ligur o anatolio. Comúnmente se admite que los sículos llegaron más recientemente a Sicilia. 
Introdujeron el uso del hierro en la isla y llevaron al caballo domesticado. Su llegada a la isla ha sido establecida, con cautela, alrededor del 1400 a. C.
La necrópolis sícula de Pantalica, cercana a Siracusa, es la más conocida. Ha sido hallada en Noto; sus tumbas de la élite «a forno» (de «forma de horno») tienen forma de colmenas. 
Tucídides y otros escritores clásicos eran entendidos en las tradiciones, según las cuales los sículos habían vivido una vez en Italia central, al este e incluso al norte de Roma (Comentarios de Servio a la Eneida VII.795; Dionisio de Halicarnaso i.9.22). De allí fueron desalojados por tribus de umbros y sabinos, y finalmente cruzaron a Sicilia. Su organización social parece haber sido tribal, su economía, agrícola. Según Diodoro Sículo (V.6.3-4), después de una serie de conflictos con los sicanos, el río Salso fue declarado frontera entre sus respectivos territorios.
Las principales ciudades sículas eran: Agyrium (Agira); Centuripa o Centuripae (Centorbi, actualmente llamada de nuevo Centuripa); Henna (posteriormente Castrogiovanni, que es una corrupción de Castrum Hennae a través del árabe Qasr-janni, pero desde la década de 1920 es llamada otra vez Enna); y hay tres sitios llamados Hybla: Hibla Mayor, llamada Geleatis o Gereatis, en el río Symaethus; Hibla Menor, en la costa septentrional de Siracusa (posiblemente colonia doria de Mégara Hiblea); e Hibla Herea al sur de Sicilia.
Con la llegada de los colonos griegos y la creciente influencia de la civilización griega, los sículos se retiraron poco a poco al interior de Sicilia, y su cultura cada vez más helenizada perdió su distintivo carácter. Sin embargo, en la primera mitad del siglo V a. C., un jefe sículo, Ducetio, fue capaz de crear un organizado estado sículo en un territorio unitario, que incluía varias ciudades en el centro y al sur de la isla. Tras unos cuantos años de independencia, su ejército fue derrotado por los griegos en 450 a. C.

## Idioma
Del idioma sículo poco es conocido y proviene de glosas de antiguos escritores y de algunas inscripciones. Se piensa que los sículos no emplearon la escritura hasta que fueron influenciados por los colonos griegos. La primera inscripción fue hallada en una jarra encontrada en Centuripe; se usa un alfabeto griego desde el siglo V o VI a. C. Cuatro inscripciones sículas han sido halladas en décadas recientes. Una importante inscripción ha sido encontrada en Centuripa.

## Mitología
Su característico culto de los Palicos está influenciado por el mito griego en la versión que ha sobrevivido, en la que la ninfa local, Talia, da a luz a Adrano, el dios volcánico el cual los griegos identificaban con Hefesto, hermanos gemelos, quienes habían "nacido dos veces" (palin "recién"; ikein "venir"), nacido primero de su ninfa madre, y luego de la tierra, debido a los "celos" de Hera, que urgió a la Madre Tierra, Gaia, a tragarse a la ninfa. Entonces la tierra se abrió, dando a luz a los gemelos, que fueron venerados en Sicilia como patronos de la navegación y de la agricultura. En el nivel más arcaico de la mitología, un titán, Tityos, creció tan grande que partió el útero de su madre y tuvo que ser llevado a término por Gaia. Atrajo la atención de los mitógrafos griegos posteriores sólo cuando intentó abordar a Leto cerca de Delfos. Si tal mitema se pone en acción como ritual, es habitual ver un par de niños sacrificiales tendidos en la tierra para fomentar el crecimiento vegetal. 
En el templo a Adrano, padre de los Palicos, los sículos mantenían un fuego perpetuo. Un dios Hybla (o diosa Hyblaea), que dio su nombre a tres ciudades, tenía un santuario en Hibla Gereatis. La conexión de Deméter y Perséfone con Henna (la violación de Proserpina) y de la ninfa Aretusa con Siracusa se debe a la influencia griega.